# Diócesis de Segovia
La diócesis de Segovia (en latín: Dioecesis Segobiensis) es una circunscripción eclesiástica de la Iglesia católica en España. Sede originalmente arriana convertida al catolicismo en 527, se trata de una diócesis latina, sufragánea desde 1857 de la archidiócesis de Valladolid. Desde el 3 de diciembre de 2024 su obispo es Jesús Vidal Chamorro.

## Territorio y organización

Actuales arciprestazgos de la diócesis:
Segovia
La Granja-San Medel
Coca-Santa María
Cuéllar
Fuentepelayo
Vilorio Sierte-Fuentidueña
Pedraza-Sepúlveda
Ayllón-Riaza
Abades-Villacastín

Desde el último cambio de los límites el 22 de noviembre de 1955, la diócesis cuenta con 6949 km² y extiende su jurisdicción sobre los fieles católicos de rito latino residentes en la provincia de Segovia de la comunidad autónoma de Castilla y León.

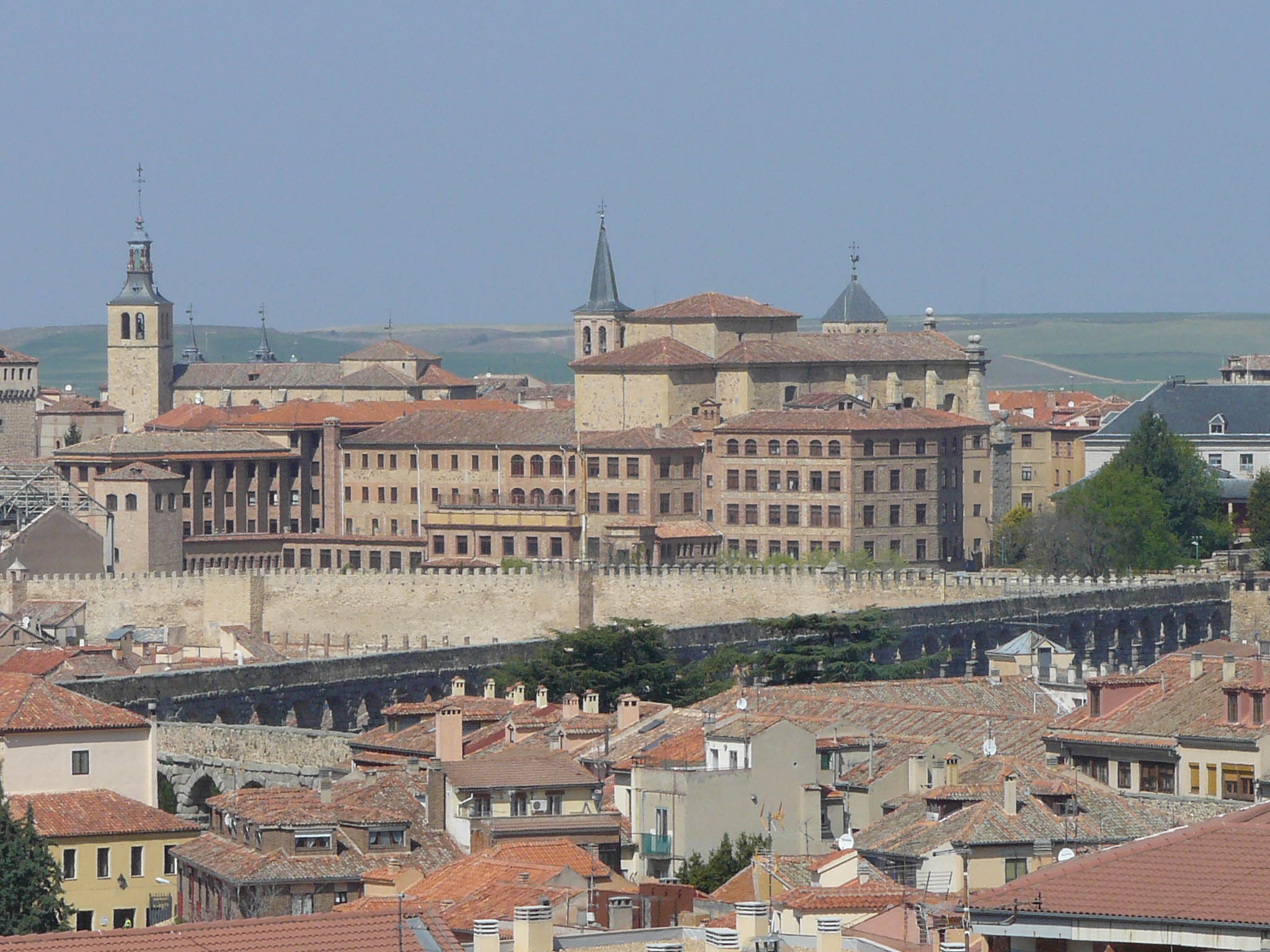
Seminario Diocesano de Segovia

La sede de la diócesis se encuentra en la ciudad de Segovia, en donde se halla la Catedral de Nuestra Señora de la Asunción y de San Frutos.
En 2022 en la diócesis existían 339 parroquias agrupadas en 9 arciprestazgos: Segovia, Cuéllar, Ayllón-Riaza, La Granja-San Medel, Cantalejo-Fuentidueña, Fuentepelayo, Sepúlveda-Pedraza, Abades-Villacastín, Coca-Santa María la Real de Nieva.

## Historia
En la diócesis se cuentan como primeros testigos de la presencia del cristianismo las antiquísimas iglesias localizadas por el valle del Eresma: Santiago, San Blas, Santa Ana, San Marcos, San Gil, San Vicente o las ruinas de San Medel. 
La tradición apunta a san Jeroteo como primer obispo, aunque esta podría ser una leyenda surgida a finales del siglo XVI: en estas fechas el jesuita Jerónimo Román de la Higuera compuso los falsos cronicones atribuidos a Flavio Lucio Dextro y a Liutprando de Cremona, en los que da cuenta del viaje a España de san Pablo y de su discípulo Jeroteo, antiguo gobernador de la provincia Tarraconense y obispo de Atenas, y del nombramiento de este como primer obispo de la diócesis. La impostura fue rebatida en 1666 por Gaspar Ibáñez de Segovia, pero el cabildo segoviano, encabezado por el obispo Diego Escolano y Ledesma, defiende la existencia real de san Jeroteo, oficializando el culto al santo.
Al margen de leyendas, consta que a principios del siglo VI Segovia pertenecía a la archidiócesis de Toledo en la provincia Carthaginense, según se desprende de una carta en la que el obispo metropolitano Montano reclama la restitución a Toledo de la parroquia de Segovia, que su antecesor Celso había cedido al obispo de Palencia. Se supone que tras este episodio Segovia se independizó de Palencia, pues en las actas del III Concilio de Toledo celebrado el año 589 suscribió el obispo Pedro como titular de la diócesis segoviana. Se cree entonces que la diócesis fue erigida en 527, cuando Montano de Toledo eligió un obispo para Segovia, cuyo nombre permanece desconocido. La nueva diócesis, separada de la de Palencia, era sufragánea de la archidiócesis de Toledo. Los primeros obispos conocidos intervinieron en los concilios de Toledo de los siglos VI y VII, en época visigoda. En el mismo período se extendió en Segovia la herejía arriana.
Durante el Reino visigodo las parroquias de San Juan de los Caballeros o San Pedro de los Picos profesaban la herejía arriana. Y la Santísima Trinidad y San Antón la ortodoxia cristiana.
Posteriormente, tras la invasión árabe, probablemente se interrumpió la sucesión episcopal. A partir del siglo X están documentados dos obispos, Frunimio de Wamba e Ilderedo de Simancas (en 940), que si bien documentados en algunas ocasiones como obispos de Segovia, sin embargo residían fuera de la diócesis, en territorios controlados por cristianos.
En 1071 los sarracenos destruyeron las iglesias de Segovia, que ocho años después, en 1079 fue reconquistada por Alfonso VI de Castilla. Entonces renació la vida religiosa y se reanudó la sucesión episcopal en 1110. En 1123 el papa Calixto II confirmó el restablecimiento de la sede con una bula y asignó nuevos límites a la diócesis: De Valatomet (puerto de Tablada en Guadarrama) a Mambella, de Montello a Vadum Soto, con Coca, Iscar, Collar, Portello, Pennafiel, Castrellum de Lacer, Covas, Sacramenia, Beneivere, Bernui, Maderol, Fraxinum, Alchite, Septempublica, Petraza. En otra bula Portello y Pennafiel no figuran. 
Durante este siglo XII se reconstruyen muchas iglesias, incluyendo la antigua catedral que fue consagrada el 16 de julio de 1228.
La edad de oro de la diócesis fue el siglo XV, cuando se fundaron importantes monasterios y Segovia se vio visitada por importantes personajes como Vicente Ferrer o el joven Tomás de Torquemada. En 1474 Isabel I de Castilla fue coronada en la ciudad.
A principios del siglo XVI la catedral sufrió daños por la guerra de las comunidades, por lo que en 1525 se emprendió la construcción de una nueva, que fue consagrada en 1558, sin estar terminada.
La peste de 1598 inició un periodo de decadencia, que se extendería a lo largo de los siglos XVII y XVIII, mientras que en el siglo XIX muchas iglesias románicas de Segovia fueron derribadas.
El 4 de julio de 1857 la diócesis pasó a formar parte de la provincia eclesiástica de la archidiócesis de Valladolid.
El 17 de octubre de 1954 y el 22 de noviembre de 1955, con sendos decretos de la Congregación Consistorial llamados Quum sollemnibus, se revisaron los límites de la diócesis para hacerlos coincidir con los de la provincia civil, en aplicación del concordato entre la Santa Sede y el gobierno español de 1953. La diócesis de Segovia cedió 16 parroquias a la archidiócesis de Valladolid, 4 a la archidiócesis de Burgos y 3 a la diócesis de Ávila; y a cambio, 9 parroquias pertenecientes a la misma diócesis de Ávila, 2 pertenecientes a la diócesis de Osma (hoy diócesis de Osma-Soria), y los arciprestazgos de Ayllón y Sorbe cedidos por la diócesis de Sigüenza (hoy diócesis de Sigüenza-Guadalajara) fueron agregados a la diócesis de Guadalajara).
Pese al Concilio Vaticano II y las reformas que el obispo Antonio Palenzuela empezó a implantar, la Iglesia en Segovia se ha visto abocada a una crisis no solo doctrinal sino incluso de su propia existencia. La caída en picado de las vocaciones y la secularización de sacerdotes, la asistencia a los oficios religiosos ha visto mermado su número.

## Estadísticas
Según el Anuario Pontificio 2023 la diócesis tenía a fines de 2022 un total de 149 000 fieles bautizados.
| Año                                                                             | Población            | Población | Población      | Sacerdotes | Sacerdotes    | Sacerdotes    | Bautizados por sacerdote | Diáconos permanentes | Religiosos | Religiosos | Parroquias |
| Año                                                                             | Bautizados católicos | Total     | % de católicos | Total      | Clero secular | Clero regular | Bautizados por sacerdote | Diáconos permanentes | Varones    | Mujeres    | Parroquias |
| ------------------------------------------------------------------------------- | -------------------- | --------- | -------------- | ---------- | ------------- | ------------- | ------------------------ | -------------------- | ---------- | ---------- | ---------- |
| 1950                                                                            | 220 000              | 220 000   | 100.0          | 353        | 308           | 45            | 623                      |                      | 128        | 220        | 290        |
| 1969                                                                            | 175 216              | 175 221   | 100.0          | 350        | 288           | 62            | 500                      |                      | 438        | 563        | 298        |
| 1980                                                                            | 149 633              | 153 771   | 97.3           | 232        | 190           | 42            | 644                      |                      | 83         | 543        | 297        |
| 1990                                                                            | 147 000              | 151 494   | 97.0           | 216        | 189           | 27            | 680                      |                      | 57         | 464        | 299        |
| 1999                                                                            | 147 211              | 147 750   | 99.6           | 197        | 167           | 30            | 747                      |                      | 58         | 394        | 301        |
| 2000                                                                            | 147 005              | 147 530   | 99.6           | 195        | 166           | 29            | 753                      |                      | 62         | 433        | 301        |
| 2001                                                                            | 145 000              | 146 985   | 98.6           | 186        | 159           | 27            | 779                      |                      | 35         | 410        | 301        |
| 2002                                                                            | 145 130              | 147 028   | 98.7           | 185        | 155           | 30            | 784                      |                      | 59         | 421        | 301        |
| 2003                                                                            | 145 425              | 148 110   | 98.2           | 182        | 152           | 30            | 799                      |                      | 60         | 427        | 301        |
| 2004                                                                            | 146 200              | 150 701   | 97.0           | 180        | 151           | 29            | 812                      |                      | 56         | 397        | 301        |
| 2010                                                                            | 155 200              | 164 854   | 94.1           | 164        | 140           | 24            | 946                      |                      | 49         | 356        | 301        |
| 2014                                                                            | 152 752              | 161 702   | 94.5           | 168        | 143           | 25            | 909                      |                      | 46         | 316        | 339        |
| 2017                                                                            | 150 000              | 155 652   | 96.4           | 174        | 143           | 31            | 862                      |                      | 52         | 290        | 339        |
| 2020                                                                            | 147 755              | 153 129   | 96.5           | 148        | 126           | 22            | 998                      |                      | 33         | 272        | 339        |
| 2022                                                                            | 149 000              | 153 663   | 97.0           | 159        | 136           | 23            | 937                      |                      | 55         | 284        | 339        |
| Fuente: Catholic-Hierarchy, que a su vez toma los datos del Anuario Pontificio. |                      |           |                |            |               |               |                          |                      |            |            |            |

Según cifras oficiales, en el curso 2017-2018 se formó un seminarista en el Seminario Mayor diocesano.